# John Winter

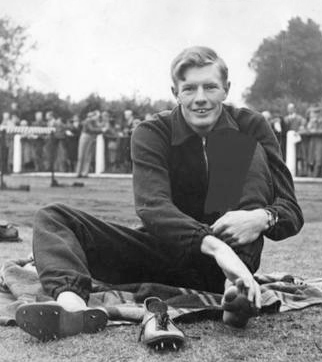
John Winter 1948J

John Winter (Perth, 3 de dezembro de 1924 - Perth, 5 de dezembro de 2007) foi um atleta australiano. Bancário de profissão, foi campeão olímpico do salto em altura em Londres 1948.
O talento esportivo de Winter foi notado aos 15 anos, no colegial, quando ele saltou 1,79 m no campeonato interescolar, para vencer a categoria sub-16 e 1,85 m para vencer a prova adulta. Servindo na RAF durante a II Guerra Mundial, voltou às competições após o conflito, tornando-se campeão australiano em 1947 e 1948.
As vitórias o habilitaram a integrar a equipe australiana de atletismo enviada aos Jogos Olímpicos de Londres de 1948. Dos 26 competidores no salto em altura, Winter era um dos dois únicos a utilizar a técnica do salto conhecido como  Eastern cut-off, uma mistura de salto de frente usando as pernas como tesoura para ultrapassar a barra, com o salto de costas popularizado vinte anos depois pelo norte-americano Dick Fosbury, nos Jogos da Cidade do México. A competição durou várias horas, sob uma chuva fria. Quando a barra chegou a 1,95 m, apenas cinco atletas, entre eles Winter, permaneciam na prova. Com a barra em 1,98 m, todos os outros quatro saltadores falharam em sua primeira tentativa e Winter ultrapassou-a com facilidade. Sob chuva constante e fria, nenhum deles conseguiu passar a marca nas tentativas restantes e Winter tornou-se o primeiro, e até hoje único, campeão olímpico australiano do salto em altura.
Depois dos Jogos Winter permaneceu em Londres, trabalhando num banco da cidade, perdendo o campeonato australiano de 1949. Retornou ao país em 1950 para tornar-se novamente campeão nacional, o que o levou aos Jogos da Comunidade Britânica do mesmo ano, em Auckland, onde conquistou mais uma medalha de ouro, passando o sarrafo na mesma marca olímpica, 1,98 m.
No mesmo ano, aos 26 anos, ele retirou-se do atletismo, com uma melhor marca pessoal de 2m00.